# Estación Miguel Cané
Miguel Cané es una estación ferroviaria ubicada en la localidad de Miguel Cané, en el Departamento Quemú Quemú, Provincia de La Pampa, Argentina.

## Ubicación
La estacióm se encuentra ubicada a 116 km de la ciudad de Santa Rosa.

## Servicios
No presta servicios de pasajeros desde 2015.
Sus vías están concesionadas a la empresa de cargas Ferroexpreso Pampeano